# Vices & Virtues
Vices & Virtues är det amerikanska rockbandet Panic! At The Discos tredje studioalbum som släpptes i mars 2011. På albumet inspirerade man sig av klassisk musik för att få fram dess unika barockpop sound.

## Låtlista
1. The Ballad of Mona Lisa - 3:49
2. Let's Kill Tonight - 3:34
3. Hurricane - 4:25
4. Memories - 3:26
5. Trade Mistakes - 3:36
6. Ready to Go (Get Me Out of My Mind) - 3:37
7. Always - 2:34
8. The Calendar - 4:43
9. Sarah Smiles - 3:33
10. Nearly Witches (Ever Since We Met...) - 4:17